# Winteria telescopa
Winteria telescopa, vrsta morske ribe porodice Opisthoproctidae, red Argentiniformes koja živi u istočnom (Gvinejski zaljev) i zapadnom Atlantiku (Japan, Australija, Novi Zeland), u batipelagičkoj zoni između 400 i 2.500 metara, često na dubini 500 - 700 m. 
Naraste maksimalno do 15 cm. U ribarstvu nema značaja. Narodni nazivi za nju su Binocular fish i Kuro-demenigisu.
Po nekim izvorima ribe porodice Opisthoproctidae pripadaju redu Osmeriformes (opornjače).